# Трансплантација крви из пупчане врпце
Трансплантација крви из пупчане врпце (ТКИПВ)  је веома ефикасан алтернативни извор хематопоетских матичних ћелија (ХМЋ), посебно за пацијенте са хематолошким стањима када нема доступних неповезаних или сродних донатора који су идентични хуманом леукоцитном антигену (ХЛА). Упркос чињеници да је преко 39 милиона давалаца крви регистровано у Националном програму за донаторе сржи САД и повезаним регистрима, многи пацијенти, посебно они из мањинских група, неће моћи да нађу одговарајућег, неповезаног даваоца у потребном временском року.
Тренутно, процењује се да 1 од 5 пацијената са леукемијом добија трансплантацију коштане сржи или матичних ћелија од неповезаног донора или сродног донора који не одговара идентични хуманом леукоцитном антигену (ХЛА). 
Од прве ТКИПВ 1988. године, регистровано је преко 40 000 ТКИПВ, а преко половине пацијената је излечено овом методом. При чему је пресађивање крви из пупчаника од неповезаних давалаца било успешно, најчешће код деце.  
У последњих неколико деценија, ТКИПВ у педијатрији је изведена са високим стопама успеха, како код хематолошких стања, тако и код хематолошких стања која су последица метаболичке болести складиштења. Такође су и, стопе успеха ТКИПВ код одраслих побољшане, након повећаног нагласка на јединице крви из пупчане врпце које садрже довољну дозу ћелија, јер је ова метода допунила употребу дуплих јединица крви из пупчаника код одраслих уместо једне пупчана врпца, и побољшала режиме кондиционирања, екс виво експанзију, фукозилацију, и друге стратегија.

## Добре и лоше стране ТКИПВ
ТКИПВ има неколико предности у односу на изворе трансплантата из коштане сржи (КС) и прогениторних ћелија периферне крви (ПЋПК), укључујући мање строге критеријуме подударања са идентични хуманим леукоцитноим антигеном  и доступност криоконзервираних узорака у приватним и јавним здравственим банкама.
Добре стране ТКИПВ су што стање имуних ћелија присутних у крви пупчаника доводе до ниже инциденце болести трансплантата против домаћина (ГвХД).
Када донор коштане сржи који се подудара са хуманим леукоцитним антигеном пацијнта  није доступан, прихватљива алтернатива је крв из пупчане врпце која не одговара 1 или 2 антигена.
Недостаци су спорије усађивање неутрофила, тромбоцита и спорији општи опоравак имунитета, јер се хематопоеза опоравља спорије него код трансплантата коштане сржи, што доприноси релативно високој стопи инфекције и раној смрти.

## Научне основе трансплантације крви  из пупчане врпце
Кориштење крви из пупчане врпце (КПВ) као извора трансплантабилних хематопоетских матичних ћелија (ХМЋ) и хематопоетских прогениторских ћелија (ХПЋ)  предложио је Hal Broxmeyer на приватном састанку са Edward A. Boyse и Judith Bard 1982.  године. Те године Boyse је сматрао да је бацање ХМЋ након рођења беба расипништво, док је Hal Broxmeyer веровао да би одбачене ХМЋ могле бити боље коришћен, не на начин каји је  Boyse предложио, као извор зрелих ћелија за трансфузију, већ као извор ХМЋ и ХПЋ за трансплантацију. Овај састанак је довео до формирања Biocyte Corporation, компаније коју су основали Boyse, Bard, Lewis Thomas, Broxmeyer, Harvey Cantor, Rodman Rockefeller, George Strong.
Након многих састанака на којима се разговарало о концептима, могућностима и етичким разматрањима ТКИПВ, Biocyte Corporation је финансирао Hal Broxmeyer на Медицинском факултету Универзитета у Индијани, са двогодишњим грантом за проучавање биологије и криопрезервације  ћелија крви из пупчане врпце. Ове студије су установиле могућност коришћења ћелија крви из пупчане врпце као извора за трансплантацију ХМЋ и ХПЋ, што је потом довело до првих  ТКИПВ. Научни и клинички радови су објављени 1989. године, пошто су истраживачи чекали неколико година да добију лабораторијске података да су се ћелија крви из пупчане врпце примиле у првог примаоца ТКИПВ пре објављивања научног рада.
Научна открића поставила су оквир за први ТКИПВ. Трансплантабилне хематопоетске матичних ћелије (ХМЋ) и хематопоетске прогениторске ћелија (ХПЋ)  су имали екстензивни пролиферативни капацитет који је премашио хематопоетске прогениторске ћелија коштане сржи (КС), а број хематопоетске прогениторске ћелија у појединачним УЦБ колекцијама био је у опсегу хематопоетских прогениторских ћелија бројева повезаних са успешном трансплантацијом КС  У ствари, тренутак еуреке за Hal Broxmeyer-а је дошао када се схватило да су напори да се УЦБ ћелије одвоје гравитацијом или у фракцију мононуклеарних ћелија ниске густине довеле до неприхватљиви губици хематопоетске прогениторске ћелија (ХПЋ) и да су нераздвојене УЦБ ћелије дале много више хематопоетске прогениторске ћелија (ХПЋ) него након одвајања ћелија.3 Поред налаза да би крви из пупчане врпце могала да буде остављен данима на собној температури без значајног губитка функционалних ХПЦ-а и да би крв из пупчане врпце могла бити послат експресом преко ноћи. поштом из Њујорка у лабораторију Брокмеиер где су ове ћелије могле да се криоконзервирају и касније одмрзну уз ефикасан опоравак ХПЦ-а, уочено је да постоје много више ХПЦ-ова присутних у једној колекцији крви из пупчане врпце него што се раније ценило. Ови налази, плус студија о примени крви код мишева пре термина у смртоносно озраченом конгеном моделу миша, дали су истраживачима поверење да користе крв из пупчане врпце  за клиничку трансплантацију ХМЋ. Прва клиничка испитивања УЦБТ су обављена са нераздвојеним ћелијама. Донор брат и сестра дали су крв из пупчане врпце  која је коришћена за првих 5 људских УЦБТ-а, пре него што је она дошла из прве банке крви из пупчане врпце која је основана у Broxmeyer лабораторији.
Крв из пупчане врпце се може чувати као криоконзервирана >20 година уз ефикасан опоравак ХМЋ и ХПЦ-а,  а ХМЋ-ови из крви из пупчане врпце показала је да имају екстензивнији капацитет пресађивања који премашује коштану срж, код мишева са недостатком имуних ћелија примаоца (овај тест није био доступан у време ових почетних биолошке студије применом крви из пупчане врпце). Хумани ХМЋ тестови у то време били су ин витро сурогат тестови и нису открили дугорочне ХМЋ које се поново насељавају у коштану срж. Студије су објављене од када је тај почетни лабораторијски рад установио екстензивне пролиферативне и секундарне капацитете за трансплантацију крви из пупчане врпце у поређењу са ћелијама из КС. 
Када је одлучено да се покуша терапија ТКИПВ као прва болест за лечење изабрана је Фанцонијева анемија (ФА) јер је БМТ донота који се поклапа са хуманим леукоцитним антигеном (ХЛА) био опција лечења за Фанцонијеву анемију у породицама које су имале децу са Фанцонијевом анијом, зато што је постојала могућност коришћења БМ од непогођеног брата и сестре који су одговарали хуманом леукоцитном антигену (ХЛА) за оболело дете.
Прва ТКИПВ је урађен у Паризу, пошто је Gluckman имао најбоље клиничке резултате у то време користећи БМТ за лечење пацијената са ФА. ћелије крви из пупчане врпце су инфузиране у кондиционираног примаоца без одвајања или прања како би се осигурао мали или никакав губитак ових драгоцене ћелије. Касније студије су показале да су јединице  крви из пупчане врпце смањене запремине прихватљивије за ТКИПВ.

## Општа разматрања
Хематопоетска трансплантација матичних ћелија (ХТМЋ) је метод лечења у којој се мултипотентне хематопоетске (крвотворне) матичне ћелије користе за поновно успостављање хематопоетске функције која је присутна на ниским нивоима или је потпуно изгубљена због тешке болести. Ове ћелије (најбоље узете од аутологних или алогених донора) се обично прикупљају из крви пупчане врпце, коштане сржи или периферне крви и интравенозно се ињектирају у пацијента чији имуни систем или коштана срж није адекватан да функционише како треба.
Употреба крви која се налази у пупчанку новорођенчета има веома висок ниво крвних матичних ћелија, а мала количина крви која се налази у пупчаној врпци здравог новорођенчета може се замрзнути и сачувати за касније трансплантације.
Иако тако трансплантиране крвне матичне ћелије проналазе свој пут у шупљине костију примаоца, неопходне су припремне мере како би се помогло новим матичним ћелијама да се скупљају и минимизирају ризик уништења од оболелих ћелија које непрестано нападају нове донорске ћелије. У том смислу прималац трансплантираних ћелија се обавезно лечи хемотерапијом.